# Bedingungslose Kapitulation
Mit einer bedingungslosen Kapitulation räumt die Verliererpartei der Siegerpartei eines Krieges das Recht ein, alle politischen und gesellschaftlichen Angelegenheiten in ihrem Hoheitsgebiet zu regeln. Ein älterer Ausdruck dafür war die Formulierung sich auf Gnade oder Ungnade ergeben.
Die Forderung nach bedingungsloser Kapitulation wirkt im Allgemeinen kriegsverlängernd, da sie Verhandlungen über einen vorzeitigen Waffenstillstand ausschließt, dessen Bedingungen, gemäß der Haager Landkriegsordnung, von beiden Seiten als Kompromiss akzeptiert werden könnten. Normalerweise stimmt eine Kriegspartei einer bedingungslosen Kapitulation nur dann zu, wenn sie sich nicht mehr in der Lage sieht, den Krieg fortzuführen oder wenn die Fortführung des Krieges mehr Nach- als Vorteile zu bringen droht.

## Beispiele

### Deutsche Wehrmacht – Mai 1945
Die Forderung nach einer bedingungslosen Kapitulation (unconditional surrender) der Achsenmächte wurde von den Westalliierten auf der Konferenz von Casablanca zu Beginn des Jahres 1943 erhoben.
US-Oberbefehlshaber Dwight D. Eisenhower war 1945 nicht bereit, auf die Gesamtkapitulation auch gegenüber dem sowjetischen Oberkommando zu verzichten. Daraufhin beauftragte und autorisierte Dönitz Generaloberst Jodl, den Chef des Wehrmachtführungsstabes, der zum „Abschluss eines Waffenstillstandsabkommens mit dem Hauptquartier des Generals Eisenhower“ bevollmächtigt war, per Funk zur Unterzeichnung einer bedingungslosen Kapitulation der deutschen Truppen. Dies geschah am 7. Mai in der Zeit von 2:39 Uhr bis 2:41 Uhr.

### Kapitulation Japans 1945

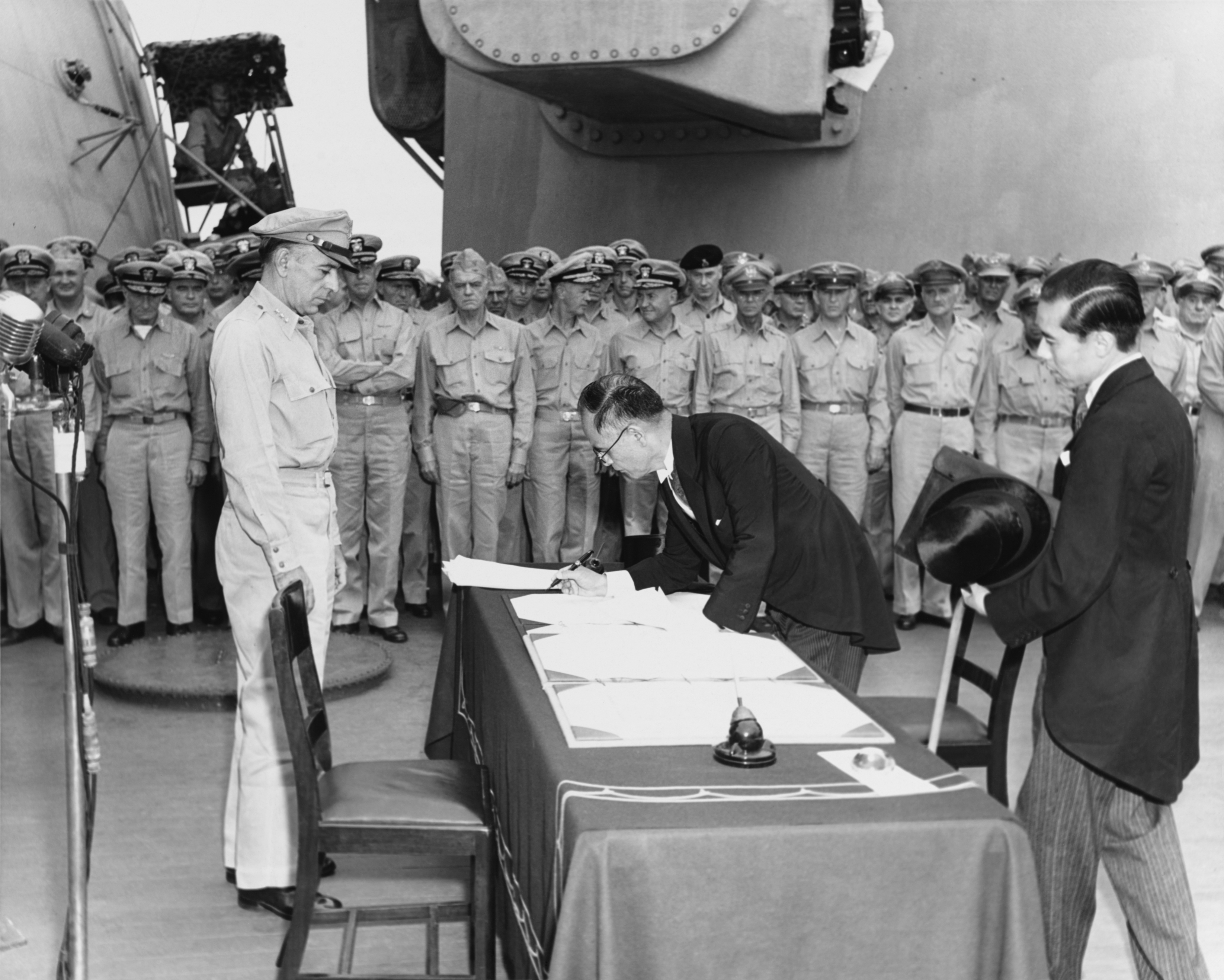
Japans Außenminister Shigemitsu Mamoru unterzeichnet die Kapitulationsurkunde.

Kaiser Hirohito verkündete am 15. August 1945, dem V-J Day, im Rundfunk in der Gyokuon-hōsō den „Kaiserlichen Erlass über das Kriegsende“ des Vortages und damit die bedingungslose Kapitulation Japans, die den Zweiten Weltkrieg auch in Asien beendete. Formell unterzeichnet wurde die Kapitulationsurkunde dann am 2. September an Bord des US-amerikanischen Schlachtschiffes Missouri – auf japanischer Seite von Außenminister Shigemitsu Mamoru.

### Kapitulation Südvietnams 1975
Am 30. April 1975 nahmen nordvietnamesische Truppen Saigon, die Hauptstadt Südvietnams, ein. Südvietnam kapitulierte bedingungslos. Der Vietnamkrieg war damit zu Ende und der südliche Staat wurde ein Jahr später aufgelöst.